# Poddúbnoie (Vorónej)
|  | Per a altres significats, vegeu «Poddúbnoie». |

Poddúbnoie (en rus: Поддубное) és un poble de l'óblast de Vorónej, a Rússia, segons el cens del 2010 tenia 523 habitants.